# Aleki Lutui
Aleki Lutui (ur. 1 lipca 1978 w Tofoa) – tongański rugbysta występujący na pozycji młynarza, reprezentant kraju, uczestnik trzech Pucharów Świata.
Grać w rugby zaczął na Tonga, gdzie jednocześnie był funkcjonariuszem policji. Wraz z Taufaʻao Filise wyemigrował do Opotiki w Nowej Zelandii, a stamtąd do Rotorua, gdzie związał się z lokalnym klubem Whakarewarewa. Otrzymał powołanie do regionalnego zespołu Bay of Plenty występującego w National Provincial Championship, dla którego rozegrał 55 spotkań zdobywając z przyłożeń tyleż samo punktów. W latach 2003–2006 dodatkowo grał dla franszyzy Chiefs w rozgrywkach Super 12/14.
W roku 2006 podpisał kontrakt z angielskim Worcester Warriors, którego ważność była później przedłużana aż do roku 2013. W 2010 roku otrzymał wyróżnienie dla najlepszego zawodnika zespołu oraz zaliczył setny występ w jego barwach, a klub opuścił po 186 spotkaniach, co było wówczas czwartym wynikiem w jego historii. Spędził następnie po jednym sezonie w zespołach Edinburgh Rugby oraz Gloucester Rugby, z którym odniósł swój największy sukces w klubowej karierze – triumf w European Rugby Challenge Cup w sezonie 2014/2015. Związał się następnie z grającym na angielskim trzecim poziomie ligowym klubem Ampthill RUFC.
W tongańskiej reprezentacji rozegrał 38 spotkań debiutując 28 marca 1999 roku spotkaniem z Gruzją w ramach kwalifikacji do Pucharu Świata 1999. Brał z nią następnie udział w rozgrywkach Pacific Rim Championship, punktował też w trzech edycjach jego następcy, Pucharze Narodów Pacyfiku, w których zagrał. Po raz pierwszy w Pucharze Świata pojawił się w roku 2007 grając we wszystkich czterech meczach swojego zespołu. W turniejowej trzydziestce znalazł się także cztery lata później, a wśród jego trzech występów była także niespodziewana wygrana nad Francją. Po trzyletniej przerwie powrócił do kadry w listopadzie 2014 roku, a rok później, w wieku 37 lat, otrzymał powołanie na Puchar Świata 2015, podczas którego pojawił się na boisku dwukrotnie. Wziął także udział we wszystkich trzech tournée Pacific Islanders – w 2004, 2006 i 2008 – zaliczając dalsze siedem testmeczów.
Jeszcze w trakcie kariery zawodniczej rozpoczął kursy i pracę trenerską.
Żonaty z Dianą, trzy córki.